# Kairat Sarymsakov
Kairat Sarymsakov (en kazajo: Қайрат Сарымсақов; 31 de mayo de 1989) es un deportista kazajo que compite en taekwondo.
Ganó dos medallas de bronce en el Campeonato Mundial de Taekwondo, en los años 2017 y 2019, y dos medallas de bronce en el Campeonato Asiático de Taekwondo, en los años 2008 y 2012. En los Juegos Asiáticos de 2014 consiguió una medalla de bronce en la categoría de –68 kg.

## Palmarés internacional
| Campeonato Mundial  | Campeonato Mundial           | Campeonato Mundial | Campeonato Mundial |
| Año                 | Lugar                        | Medalla            | Categoría          |
| ------------------- | ---------------------------- | ------------------ | ------------------ |
| 2017                | Muju (Corea del Sur)         | Medalla de bronce  | –74 kg             |
| 2019                | Mánchester (Reino Unido)     | Medalla de bronce  | –74 kg             |
| Juegos Asiáticos    |                              |                    |                    |
| Año                 | Lugar                        | Medalla            | Categoría          |
| 2014                | Incheon (Corea del Sur)      | Medalla de bronce  | –68 kg             |
| Campeonato Asiático |                              |                    |                    |
| Año                 | Lugar                        | Medalla            | Categoría          |
| 2008                | Luoyang (China)              | Medalla de bronce  | –67 kg             |
| 2012                | Ciudad Ho Chi Minh (Vietnam) | Medalla de bronce  | –74 kg             |